# 네크로폴리스

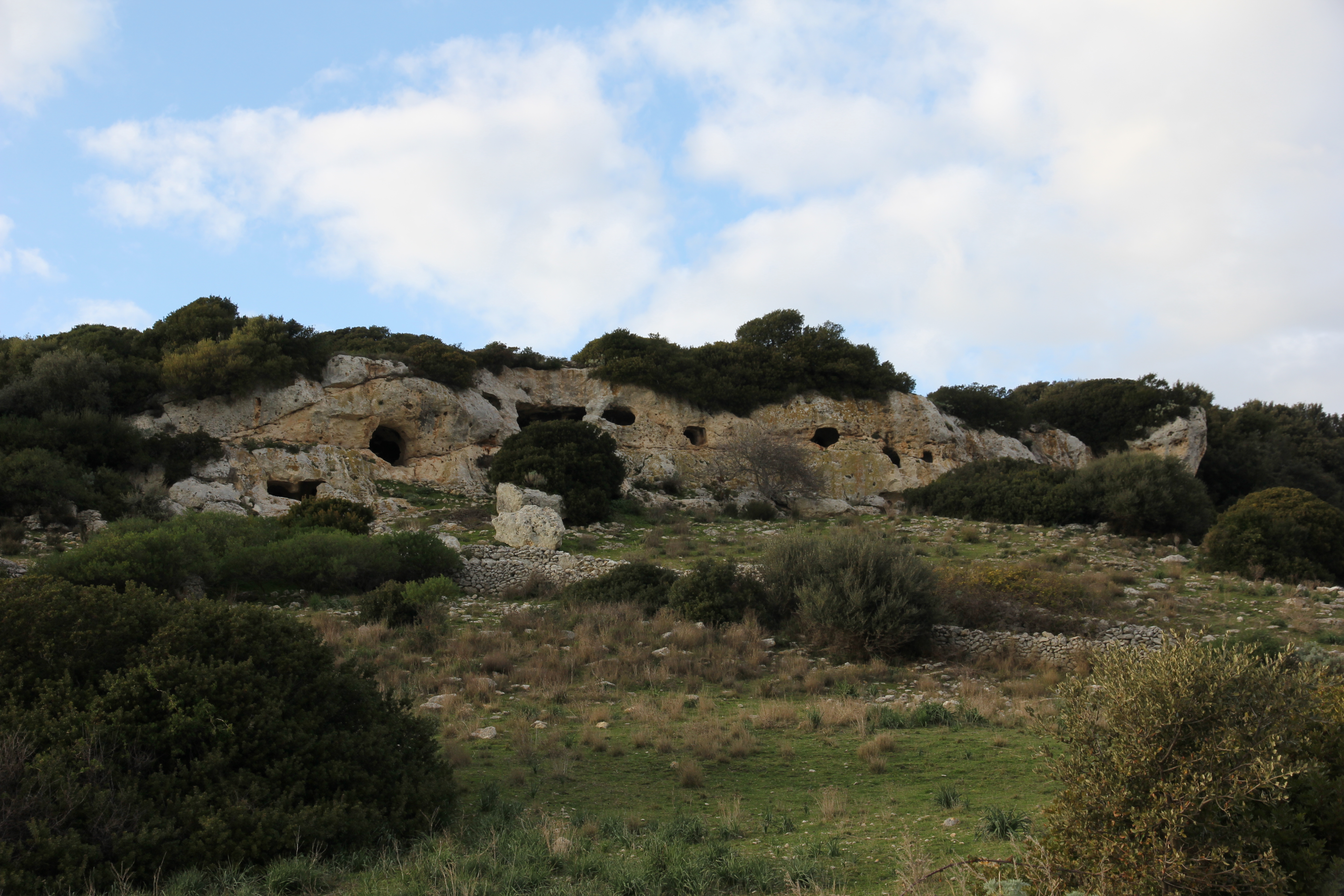

네크로폴리스(그리스어: νεκρόπολις, 영어: necropolis, necropoli)는 고대 도시 가까이의 많은 묘로 형성된 묘지를 가리킨다. 그리스와 로마의 도시와 그 문화의 영향을 받은 지역에는 네크로폴리스가 성벽 밖에 마련되어 성문에서 시작되는 가도(街道)를 따라 있었다. 고대 도시 대부분이 그 시가지 위에 후대의 도시가 이루어졌기 때문에 발굴이 곤란하지만, 네크로폴리스는 후대의 시가지 밖에 있어 발굴이 가능할 뿐만 아니라 부장품 등이 출토되어 역사적으로 중요한 의의를 갖는다.

## 고대 세계의 네크로폴리스

### 이집트
고대 이집트의 기자 네크로폴리스는 기자의 대피라미드 이후 세계에서 가장 오래되고 가장 잘 알려진 네크로폴리스 가운데 하나이다.

### 에트루리아
에트루리아인들은 "죽은 자의 도시"라는 개념을 문맥 그대로 취하였다. 무덤에는 여러 개의 방이 있었으며 현대의 집과 비슷하게 치장되었다. 에트루리아 네크로폴리스들은 일반적으로 언덕의 경사지에 안장되었다.

## 같이 보기
- 장례식 예술
- 카타콤